# All I Want (The Offspring)
All I Want is een nummer van de Amerikaanse punkrockband The Offspring uit 1997. Het is de eerste single van hun vierde studioalbum Ixnay on the Hombre.
Met een duur van 1:55 is "All I Want" het kortste nummer dat The Offspring uitbracht. Het nummer gaat over hoe mensen proberen om je in bedwang te houden en je te laten leven volgens hun regels. De boodschap van het nummer is om je daar niets van aan te trekken en gewoon je eigen ding te doen. Zanger Dexter Holland schreef het nummer aanvankelijk voor Bad Religion, maar Bad Religion-gitarist Brett Gurewitz, tevens eigenaar van Epitaph Records (het label van zowel The Offspring als Bad Religion), wees het nummer af. Hierdoor besloot Holland om er dan maar een Offspring-nummer van te maken. Het nummer flopte in Amerika, maar werd in Oceanië en een paar Europese landen wel een hit(je). Zo ook in Nederland, waar het een bescheiden 37e positie bereikte in de Nederlandse Top 40.